# Zeuneriana abbreviata
Zeuneriana abbreviata är en insektsart som först beskrevs av Jean Guillaume Audinet Serville 1838.  Zeuneriana abbreviata ingår i släktet Zeuneriana och familjen vårtbitare. Inga underarter finns listade i Catalogue of Life.